# لجنة شباب غزة
لجنة شباب غزة هي منظمة نشاط سلام مقرها في قطاع غزة. تأسست عام 2010 على يد رامي أمان. واعتبارًا من عام 2019، كان عدد أعضاء المنظمة أكثر من 200 عضو. وهي عضو في التحالف من أجل السلام في الشرق الأوسط.

## النشاط
لجنة شباب غزة "تريد حلاً سلميًا للصراع الفلسطيني الإسرائيلي وإنهاء الحصار الإسرائيلي على غزة". استراتيجيتهم الأساسية لتحقيق هذين الهدفين هي دعم الشباب المحلي وبناء علاقات شخصية بين سكان غزة وسكان الضفة الغربية والإسرائيليين. وتعقد المنظمة أيضًا دورات تدريبية حول اللاعنف، ونظمت حملة لكتابة رسائل موجهة إلى الناشطين الدوليين.
وفي عام 2015، بدأت المجموعة مبادرة "سكايب مع عدوك"، والتي تستضيف فيها المجموعة مكالمات جماعية مشتركة مع كل من الفلسطينيين والإسرائيليين. خلال المكالمات، يناقش المشاركون واقع الحياة في غزة وإسرائيل. وفي عام 2018، نظمت مظاهرة أطلقوا فيها 200 حمامة، كل حمامة تحمل رسالة سلام. وفي عامي 2018 و2019، نظمت المجموعة مكالمات عبر تطبيق Skype بين سكان غزة ومواطنين أمريكيين خلال رمضان. وفي مارس/آذار 2019، ألقي القبض على مؤسس الجماعة، رامي أمان، بعد اتصال عبر "سكايب مع عدوك" وأطلق سراحه بعد فترة وجيزة.
في يوم الذكرى 2019، قامت المنظمة ببث الحفل التذكاري البديل، الذي أقيم في تل أبيب ونظمه المنتدى الإسرائيلي الفلسطيني للعائلات الثكلى ومقاتلون من أجل السلام، في قطاع غزة. وفي حزيران/يونيو من ذلك العام، نظمت لجنة شباب غزة سباقات "السلام والحرية" للدراجات الهوائية وسباقات الركض، والتي كانت مفتوحة للمشاركين الفلسطينيين والإسرائيليين. وقبض على ثلاثة من أعضاء مؤتمر الشباب اليوناني بعد الحدث ووجهت إليهم تهمة "التطبيع". في عام 2020، قبض على أمان ومنار الشريف وعضو ثالث في مؤتمر الشباب، بعد مكالمة عبر تطبيق زووم مع الفلسطينيين والإسرائيليين.